# Ян Юрковський
Ян Юрковський (пол. Jan Jurkowski, 1580 — 1639) — польський поет часів польського бароко.

## Життєпис
Народився у місті Пльзень (сучасна Чехія). У 1596 році перебрався до Кракова, де поступив до Яґеллонського університету. Тут у 1598 році отримав ступінь бакалавра. Згодом перебрався до Італії, де поступив до Падуанського університету. Тут у 1621 році отримав ступінь доктора медицини.
Після цього повернувся до Речі Посполитої. Деякий час мешкав у місті Беч, у 1627 році оселився у Кракові. У 1633 році взяв шлюб з представницею шляхетського роду Сучокичів. разом з літературною діяльністю мав добру медичну практику. Помер у 1639 році у Кракові.

## Творчість
Поезія Юрковського розвивалася у руслі бароко. Для його творчої манери характерні нові художні форми, ребусна поетика, алюзія, гра слів, паралелізми. У сатиричних віршах поет сміливо критикує шляхетське свавілля, рішуче відстоює права селянства і городян.
Загалом творчість можна поділити на наступні групи: вірші про природу, моралізаторські вірші, панегірики, в ім'я Господа Ісуса Христа, соціальна сатира, весільні вірші, вірші особистостям.